# Filialkirche Breitenstein

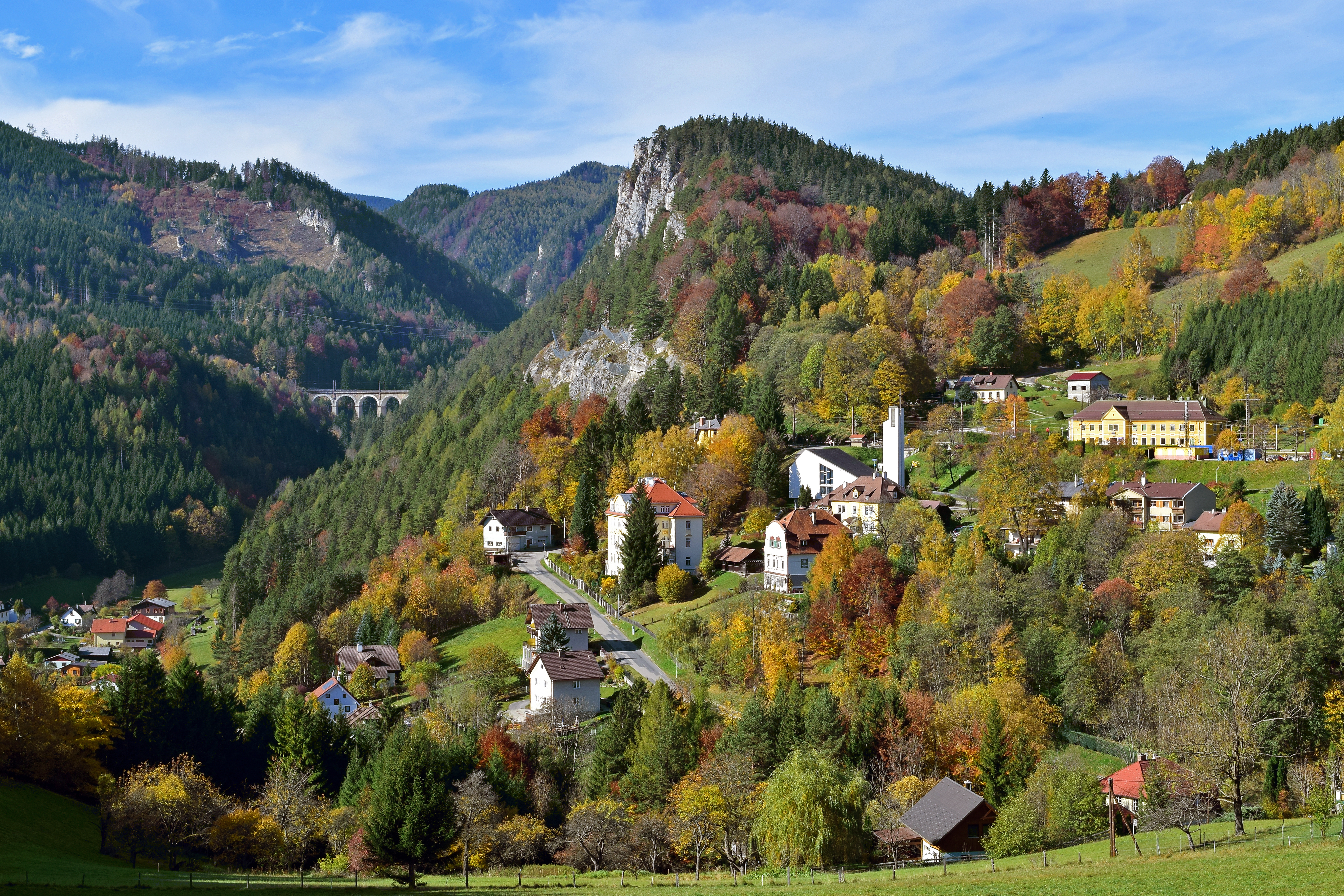
Katholische Filialkirche Mutterschaft Mariens in Breitenstein

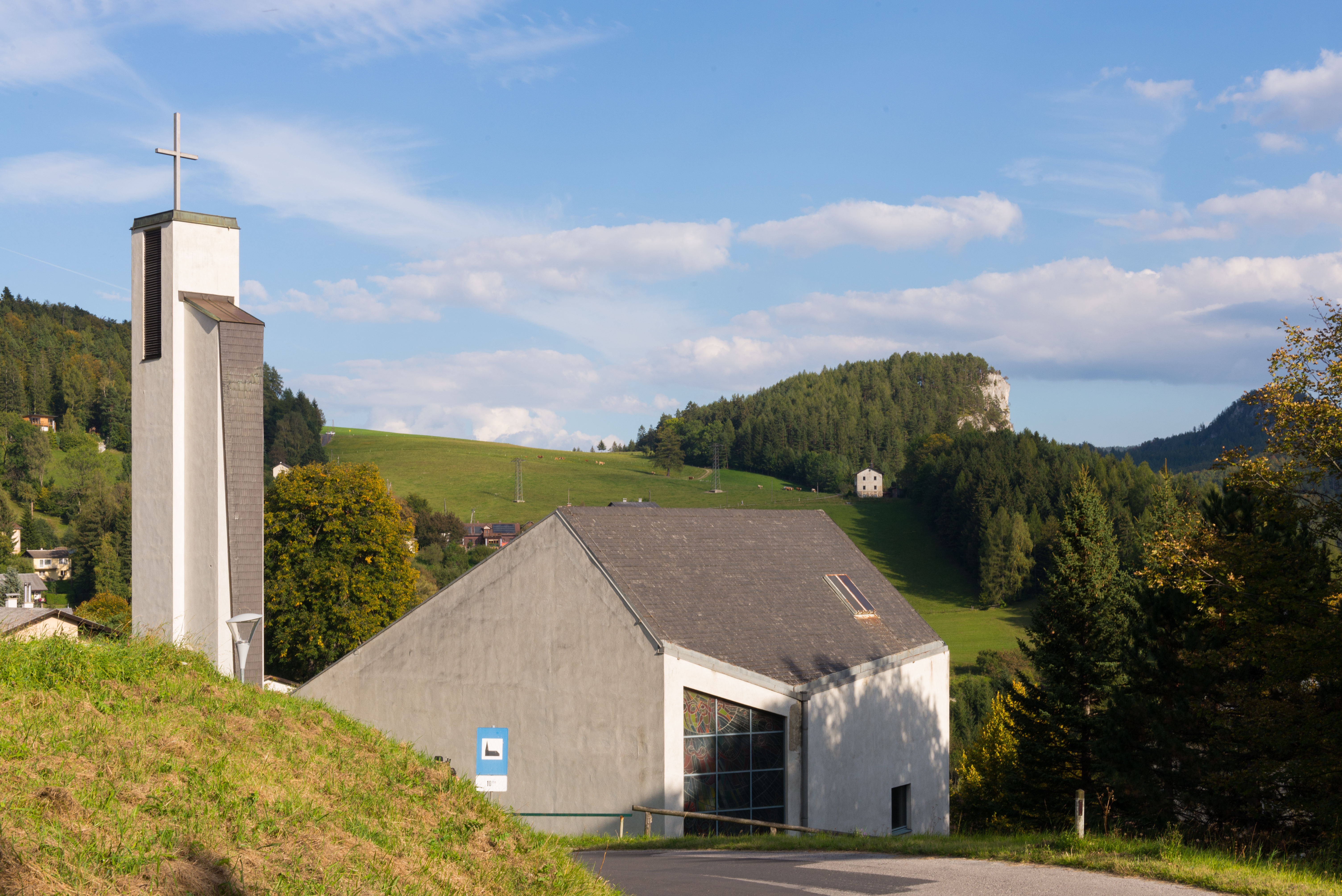

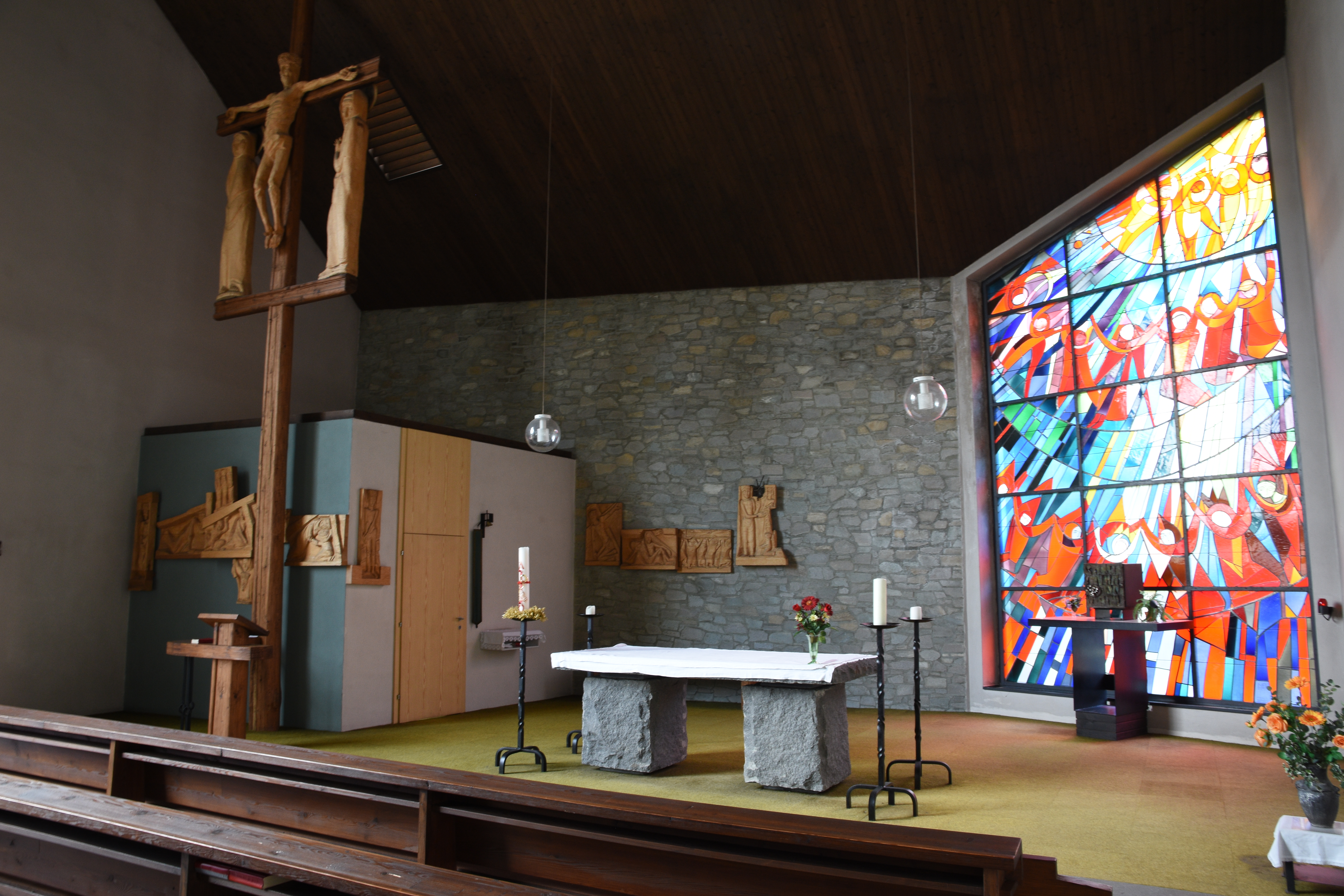
Innenraum der Filialkirche

Die Filialkirche Breitenstein steht in Hanglage unterhalb vom Bahnhof Breitenstein in der Gemeinde Breitenstein im Bezirk Neunkirchen in Niederösterreich. Die auf das Patrozinium Mutterschaft Mariens geweihte römisch-katholische Filialkirche der Pfarrkirche Gloggnitz gehört zum Dekanat Gloggnitz im Vikariat Unter dem Wienerwald der Erzdiözese Wien.

## Geschichte
Die Filialkirche wurde von 1965 bis 1969 nach den Plänen des Architekten Viktor Kraft erbaut.

## Architektur
Die Kirche ist ein schlichter Betonbau unter einem asymmetrischen Satteldach. Der Glockenturm steht frei. Die Glasmalerei schuf Carl Geyling’s Erben.

## Ausstattung
Eine Kreuzigungsgruppe und den geschnitzten Kreuzweg schuf Mea Bratusch-Marrein in der Bauzeit.
Die drei Glocken goss 1981 die Glockengießerei Grassmayr.